# 莱芜东站
莱芜东站，位于中华人民共和国山东省济南市莱芜区大桥南路，于1960年建成启用，为济南局集团兖州车务段管辖的三等站，距临淄站106公里，距泰山站56公里。
其主通货运，兼运一对客运列车。客运车现只有辛泰铁路7053/4次普通旅客列车往返经停。货运有磁莱铁路。

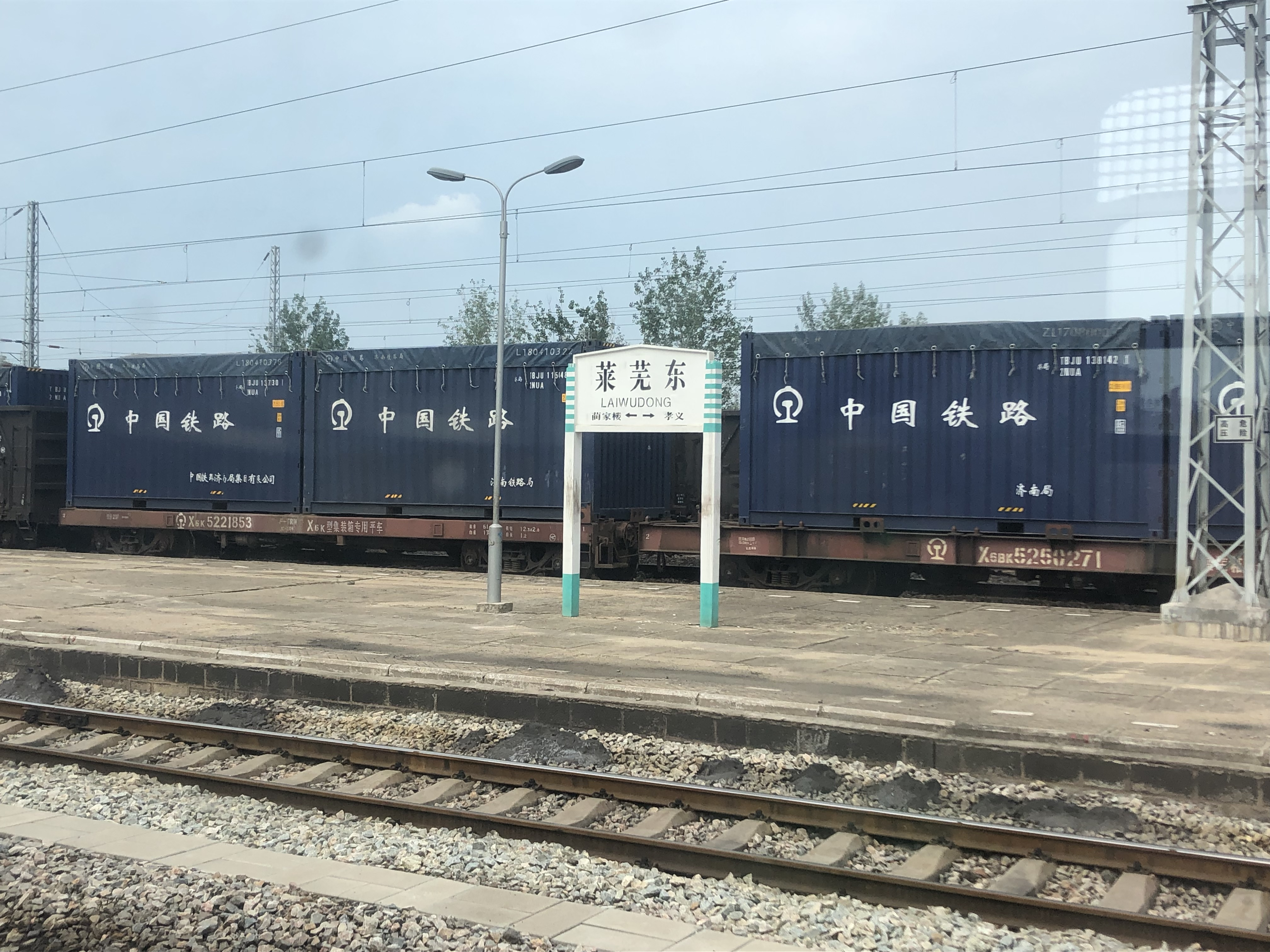
莱芜东站站牌

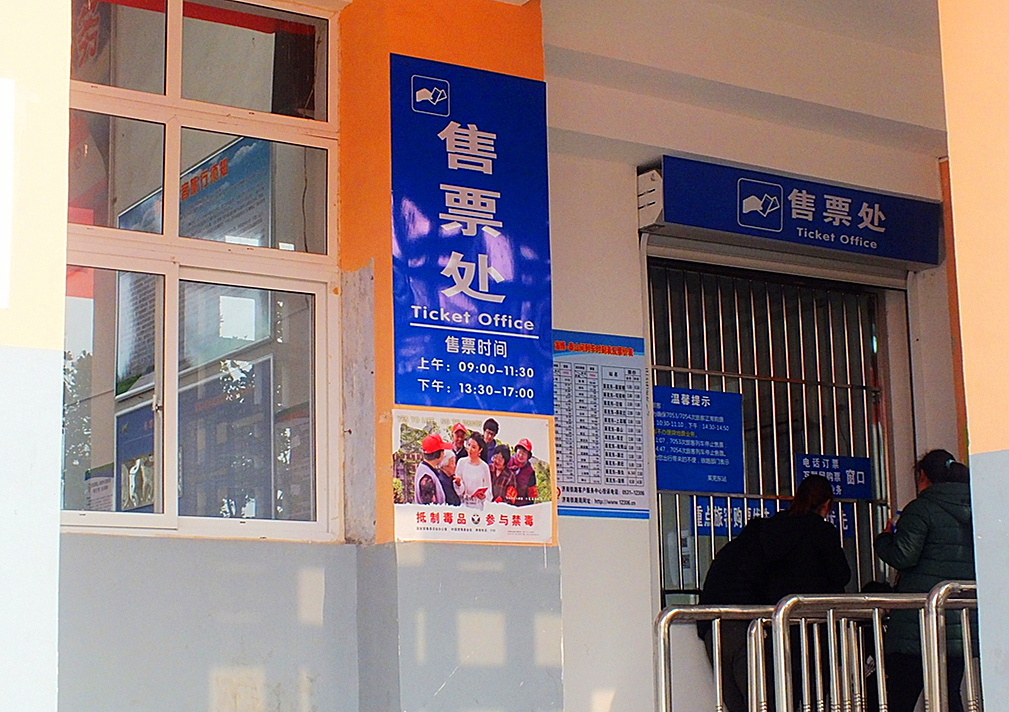
莱芜东站售票处

## 历史沿革
1960年12月，磁莱铁路线东莱段设立莱芜东火车站，设客运、货运室，同时设立颜庄站和徐家庄站。磁莱线归泰安工务段管理。1972年6月，磁莱线归泰安车务段管理。
1974年7月，辛泰铁路设常庄、苗山、孝义、桃花峪、莱芜西、蔺家楼、司家岭站，客货运业务由济南铁路局新汶车务段负责。
1993年3月，新汶车务段更名莱芜车务段。1999年5月1日，段址迁址莱芜市区（今属济南市莱芜区），位于莱芜区大桥北路莱芜东站，地处磁莱、辛泰两线交汇处。
2015年4月，东莱铁路进行电气化改造。